# Kościół św. Józefa w Stargardzie
Kościół św. Józefa (niem. St. Joseph-Kirche) – kościół, który znajdował w Stargardzie, przy pl.  Petera Gröninga (okolice późniejszej ul. Bolesława Chrobrego).

## Historia
Mała wspólnota katolików w Stargardzie obecna była od 1783, jednak przez 80 kolejnych lat wierni udawali się na nabożeństwa do pobliskiego Szczecina. Kościół zbudowano z cegły; otwarto go 9 listopada 1863 roku. Jedna z mszy niedzielnych była odprawiana w języku polskim. Był to jedyny kościół katolicki w przedwojennym Stargardzie. Kościół zniszczono w 1945 i już nie został odbudowany. Na miejscu kościoła postawiono kamień pamiątkowy w 2013 roku.
Na pamiątkę pierwszego katolickiego kościoła w mieście parafia przy kościele św. Jana nosi wezwanie św. Józefa.